# 弗拉基米尔·缅绍夫
弗拉基米尔·瓦连京诺维奇·缅绍夫（俄语：Влади́мир Валенти́нович Меньшо́в，1939年9月17日—2021年7月5日），苏联、俄罗斯演员、电影导演，以展现俄罗斯普通人和工人阶级生活的电影闻名。1979年通俗电影《莫斯科不相信眼泪》赢得1981年奥斯卡最佳外语片。2021年7月5日，缅绍夫因2019冠狀病毒病感染后遺症去世。